# Малецки, Дорис
Дорис Малецки (нем. Doris Maletzki; урождённая Зельмигкайт (нем. Selmigkeit); род. 11 июня 1952 в Зальцведеле) — немецкая легкоатлетка, олимпийская чемпионка, которая специализировалась в беге на короткие дистанции.

## Биография
Выступая за ГДР, стала олимпийской чемпионкой в эстафете 4×400 метров (1976).
Чемпионка Европы в эстафете 4×100 метров (1974) в Риме вместе со своими товарищами по команде Ренате Штехер, Кристиной Хайних и Бербель Эккерт.
Бронзовая призёрша Универсиады в эстафете 4×100 метров (1973).
Экс-рекордсменка мира в эстафетах 4×100 и 4×400 метров. Трижды устанавливала мировой рекорд в первой дисциплине и единожды — во второй.
По завершении соревновательной карьеры работала менеджером в Футбольной ассоциации Берлина, была первой женщиной в президиуме ассоциации в 2004 году. Позднее работала в Немецком олимпийском институте. Также ей довелось поработать в СК «Динамо» Берлин, откуда она была уволена.